# حرف استهلالي مأهول

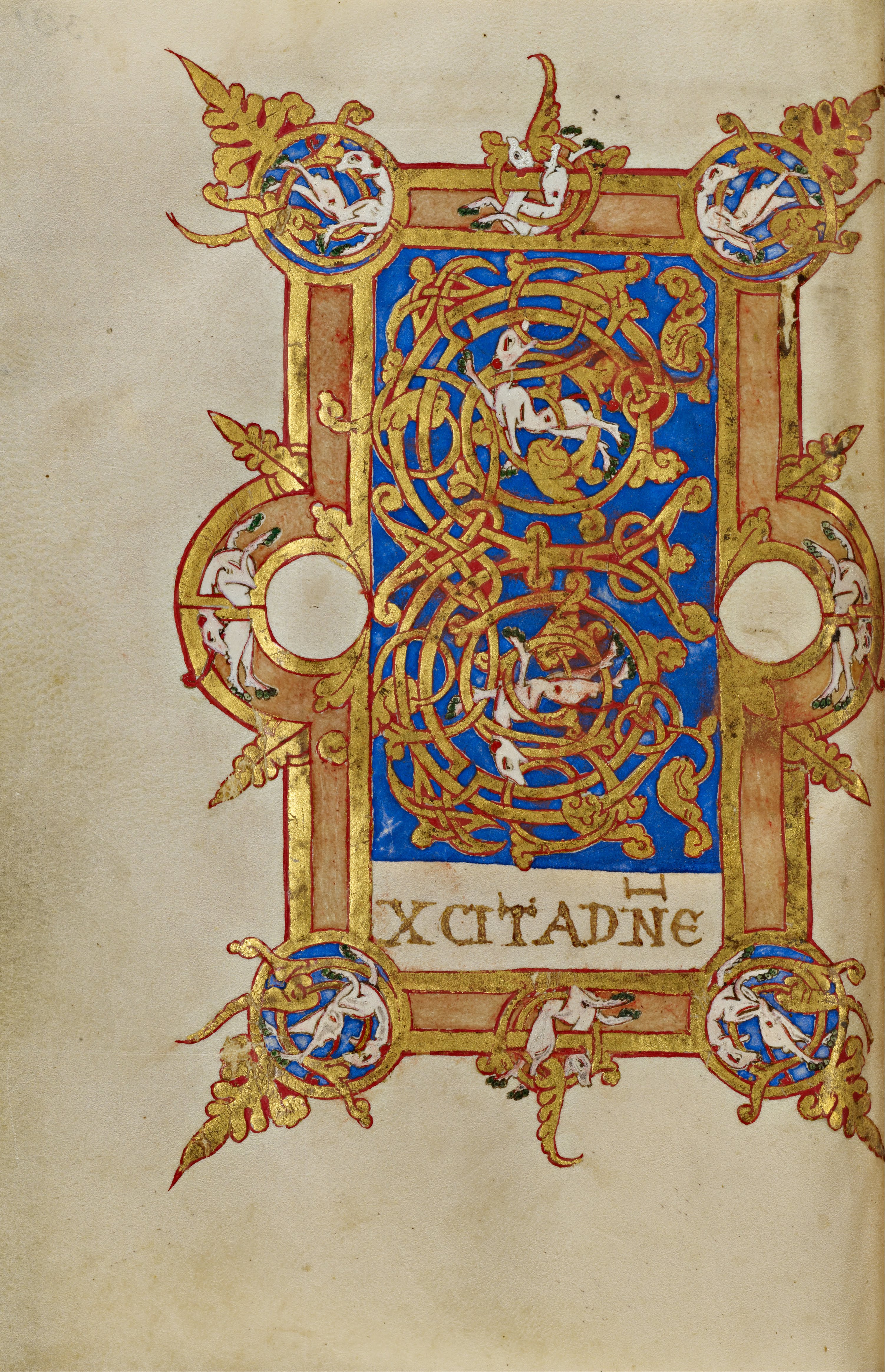
حرف استهلالي مأهول "E" من كتاب أدعية إيطالي يعود لعام 1153 ميلاديًا

الحرف الاستهلالي المأهول (بالإنجليزية: inhabited initial)‏ هو الحرف الأول، ويكون حرفًا مكبرًا في بداية فقرة أو قسم آخر من النص ويتضمن رسمًا توضيحيًا لأشكالٍ بشريةٍ أو حيوانيةٍ داخل الحرف. يُعرفه كتاب «الموسوعة العربية لمصطلحات علوم المكتبات والمعلومات والحاسبات» على أنه «حرف ابتدائي في مخطوطات العصور الوسطى المزينة، يحتوي على أشكال آدمية أو وحوش أو كلاهما».
يُعد الحرف الاستهلالي المأهول مشابهًا للحرف الاستهلالي المزخرف [الإنجليزية]؛ ومع ذلك، فإنَّ الأرقام المكتوبة بالأحرف الاستهلالية المزخرفة تُظهر مشهدًا أو قصةً معروفة، في حين أنَّ الأشكال المكتوبة بالأحرف الاستهلالية المأهولة لا تعرض قصةً أو مشهدًا معينًا. قد تكون الأرقام المكتوبة بالأحرف الاستهلالية المأهولة مرتبطةً بمحتويات النص، ولكن لا يجب أن تكون كذلك، كما قد تكون للتزيين فقط.